# World Grand Prix 1996
Il IV World Grand Prix di pallavolo femminile si è svolto dal 30 agosto al 29 settembre 1996. Dopo la fase a gironi che si è giocata dal 30 agosto al 22 settembre, la fase finale, a cui si sono qualificate le prime tre squadre nazionali classificate nella fase a gironi, più la Cina, paese ospitante, si è svolta dal 27 al 29 settembre a Shanghai in Cina. La vittoria finale è andata per la seconda volta al Brasile.

## Squadre partecipanti

### Asia
- Cina
- Corea del Sud
- Giappone

### Europa
- Paesi Bassi
- Russia

### America
- Brasile
- Cuba
- Stati Uniti

## Fase a gironi

### Primo week-end
| Girone A                               | Girone B                                                     |
| -------------------------------------- | ------------------------------------------------------------ |
| Sede: Sendai Cina Cuba Giappone Russia | Sede: Giacarta Brasile Corea del Sud Paesi Bassi Stati Uniti |

### Secondo week-end
| Girone C                                        | Girone D                                          |
| ----------------------------------------------- | ------------------------------------------------- |
| Sede: Osaka Brasile Giappone Russia Stati Uniti | Sede: Pechino Cina Corea del Sud Cuba Paesi Bassi |

### Terzo week-end
| Girone E                                             | Girone F                                      |
| ---------------------------------------------------- | --------------------------------------------- |
| Sede: Honolulu Cuba Giappone Paesi Bassi Stati Uniti | Sede: Macao Brasile Cina Corea del Sud Russia |

### Quarto week-end
| Girone G                                         | Girone H                                            |
| ------------------------------------------------ | --------------------------------------------------- |
| Sede: Taipei Brasile Corea del Sud Cuba Giappone | Sede: Hong Kong Cina Paesi Bassi Russia Stati Uniti |

## Classifica finale
| Classifica | Squadre       |
| ---------- | ------------- |
|            | Brasile       |
|            | Cuba          |
|            | Russia        |
| 4          | Cina          |
| 5          | Stati Uniti   |
| 6          | Paesi Bassi   |
| 7          | Corea del Sud |
| 8          | Giappone      |